# Robert Nauseb
Robert Nauseb (Otjiwarongo, África del Sudoeste, 23 de agosto de 1974) es un exfutbolista y entrenador de fútbol de Namibia que jugaba en la posición de centrocampista.

## Carrera

### Club
| Periodo   | Club                     |
| --------- | ------------------------ |
| 1993-1994 | Orlando Pirates Windhoek |
| 1994-1996 | FC Civics                |
| 1997-2001 | Kaizer Chiefs            |
| 2001–2002 | Hellenic FC              |
| 2002–2003 | Ajax Cape Town           |
| 2004      | Bloemfontein Celtic      |
| 2005–2007 | Engen Santos             |
| 2008–2009 | Ikapa Sporting           |

### Selección nacional
Debutó con Namibia en junio de 1997 ante Liberia en la clasificación de CAF para la Copa Mundial de Fútbol de 1998. Jugó un total de 57 partidos internacionales y anotó seis goles, uno de ellos fue en la Copa Africana de Naciones 1998 en el empate 3-3 ante Angola.

### Entrenador
| Periodo | Club             |
| ------- | ---------------- |
| 2018    | African Stars FC |
| 2019    | Eleven Arrows FC |

## Logros
- Copa Nedbank (1): 2000
- Telekom Knockout (3): 1997, 1998, 2001
- MTN 8 (1): 2001
- Recopa Africana (1): 2001
- Vodacom Challenge (2): 2000, 2001
- Telkom Charity Shield (1): 1998